# Oedemera subrobusta
Oedemera subrobusta är en skalbaggsart som först beskrevs av Takeshiko Nakane 1954.  Oedemera subrobusta ingår i släktet Oedemera, och familjen blombaggar. Arten är reproducerande i Sverige.